# Катиади
Катиади (бенг. কটিয়াদি, англ. Katiadi) — город на востоке Бангладеш, административный центр одноимённого подокруга. По данным переписи 2001 года, в городе проживало 12 208 человек, из которых мужчины составляли 52,75 %, женщины — соответственно 47,25 %. Плотность населения равнялась 4472 чел. на 1 км². Уровень грамотности населения составлял 45,25 % (при среднем по Бангладеш показателе 43,1 %). 